# Movimento Viva Brasil
O Movimento Viva Brasil (MVB) é uma associação civil privada criada em 2005.

## Atuação
Defende a revogação do Estatuto do Desarmamento por entender que, ao insistir na sua manutenção, o governo desrespeita a decisão tomada pela maioria dos eleitores no referendo de 2005. No entanto, engana a opinião pública quanto ao resultado desse referendo, pois o controle e o rigor não foram objeto dessa consulta.
Atua fazendo lobby no Congresso Nacional, ajudando a fomentar a bancada da bala. Seu presidente tem ligações antigas com a principal indústria de armas nacional, a Taurus, uma das quais despejou 2 milhões de reais nessas candidaturas.
Com a proibição de doação empresarial para campanhas em 2018, a indústria de armas e munições passou a organizar e financiar grupos armamentistas e campanhas de propaganda na Internet. Entretanto, o MVB repele ferozmente qualquer indagação sobre a origem de seu financiamento.